# Robby Krieger
Robert Alan (Robby) Krieger (n. 8 ianuarie 1946, Los Angeles, California, SUA) este un chitarist, multi-instrumentist și compozitor american de muzică rock and roll și blues (care a început să cânte la chitară inițial în genul flamenco) precum și scriitor. A fost chitaristul trupei The Doors în anii 1960 și începutul anilor 1970 și a scris unele dintre cele mai cunoscute melodii ale trupei cum ar fi „Light My Fire”, „Love Me Two Times”, „Touch Me”, „Tell All The People” și „Love Her Madly”. După timpul pe care l-a petrecut în The Doors, Robby Krieger și-a construit o carieră solo și a colaborat cu fostul său coleg de formație, claviaturistul/pianistul Ray Manzarek în formația Manzarek–Krieger între 2002 și 2013. Această formația a mai fost cunoscută ca The Doors of the 21st Century, D21C sau Riders on the Storm (ultima denumire fiind titlul unei celebre piese de pe albumul de studio al formației The Doors L.A. Woman care a fost lansat în anul 1971). Solistul vocal al acestui proiect muzical a fost Ian Astbury, frontman-ul (i.e., liderul) formației britanice The Cult.

## Biografie muzicală
A fost clasat pe locul 91 în topul celor mai buni 100 de chitariști ai tuturor timpurilor de către revista americană Rolling Stone.